# Opiná
Opiná é um município da Eslováquia, situado no distrito de Košice-okolie, na região de Košice. Tem 12,07 km² de área e sua população em 2018 foi estimada em 188 habitantes.

## Demografia
| Ano:        | 1994 | 2004   | 2014   | 2024   |
| ----------- | ---- | ------ | ------ | ------ |
| Broj ljudi: | 163  | 176    | 190    | 195    |
| Razlika:    |      | +7,97% | +7,95% | +2,63% |

| Ano:               | 2023 | 2024  |
| ------------------ | ---- | ----- |
| Número de pessoas: | 200  | 195   |
| Diferença:         |      | -2,5% |